# ZUN
ZUN（日语：ズン，1977年3月18日—），本名太田顺也，是日本的遊戲設計師、程式設計師、編劇、繪畫藝術家和遊戲音樂作曲家，畢業于東京電機大學。以作品《東方Project》系列聞名，並且是金氏記錄上最多同人射擊遊戲作品的作者，《東方Project》的大部份程式、編劇、繪畫和作曲工作都是由ZUN負責。他也負責經營同人遊戲社團上海愛麗絲幻樂團，該社團成員有两人，包括ZUN。

## 名字
幻樂團作品的愛好者慣稱呼ZUN為神主（意思是神道教之男性神職人員）、博麗神主以及博麗神社的神主。 ZUN本人曾称，「ZUN」此名由街机厅的成绩榜姓名只能输入三个字母而来。

## 生平

### 早期生涯
ZUN於1977年3月18日於長野縣出生，故鄉在白馬村。
家中經營咖啡廳，而ZUN則在小時候因接觸到街機而對遊戲製作產生了兴趣。在一次訪問中，ZUN揭示了自己於小學時期已學會了如何彈奏電子琴和小號，並於初中時期已開始作曲。在進入東京電機大學後，ZUN決定修讀程式設計，並因為有意參與遊戲音樂的創作而加入了校內的遊戲音樂創作學會「AmusementMakers部」。大學畢業後，ZUN於TAITO工作，並擔任遊戲開發員一職。現在，ZUN已不再於TAITO工作。
ZUN指出，他創作《東方Project》系列和上海愛麗絲幻樂團，是因為他沒有找到類似的遊戲而又為他所喜愛的，因此他決定製作這類型的遊戲。在一個瑞典雜誌的採訪中，他指出：「我要不斷製作脫穎而出的遊戲。因此，若我的所有支持者都消失了，我還會高興我能夠繼續創作我喜愛的遊戲」。在一次關於東方文花帖 ～ Bohemian Archive in Japanese Red.的訪問中，ZUN指出自己是用Microsoft Visual Studio、Adobe Photoshop及Cubase SX開發《東方Project》系列遊戲。

### PC-98時期
1996年，ZUN創作了东方Project系列的第一作《東方靈異傳》。在随后的1997年到1998年间，又先后推出了东方系列第二作到第五作《東方封魔錄》、《東方夢時空》、《東方幻想鄉》與《東方怪綺談》，并于2002年5月开始贩售《东方projectCD》（旧作五作收录CD-R。收录了灵异传到怪绮谈的旧作CD-R版）。ZUN本来把東方幻想鄉定位成此系列的完结篇，从此告别同人创作，但东方幻想乡贩售结束的回家路上，突然冒出新曲的灵感，于是就此决定再创作，以东方怪绮谈作为预定的完结作品。上述五作被稱為舊五作，而之後的時間內，ZUN加入了AmusementMakers，並参与西方Project中《秋霜玉》、《稀翁玉》等同人射击游戏的音乐开发工作。因此，整整四年沒推出新的東方系列。

### Windows時期
於2002年6月，ZUN个人主页《东方幻想空间博丽神社》正式更名为《上海爱丽丝幻乐团》。同年8月，ZUN发布了东方系列第六作《東方紅魔鄉》，並和ZUN的第一片自行录制的音乐光碟《蓬莱人形》一起推出，使东方系列揭開了新的一頁。此遊戲也是东方系列在Windows平台下的第一作。自此開始，东方系列的人气度真正开始大幅爬升。由同人社團數目可知《東方Project》人氣的增長，例如參加Comic Market的东方Project同人組織於2003年僅有7家，但到了2008年時，這些同人組織已暴漲至885家。
此后，於2003年和2004年夏，ZUN分别推出了东方系列的第七作《東方妖妖夢》和第八作《東方永夜抄》。而ZUN則在2005年和2007年夏期間发布了东方系列第九作《東方花映塚》和第十作《東方風神錄》。於2006年年尾，NICONICO動畫的出現使人們可以方便接觸東方同人音樂、影片，更拉高了東方系列的人氣。
於2008年，ZUN發佈第十一作《東方地靈殿》。第十二作《東方星蓮船》在2009年8月17日發行正式版。2011年時，推出第十三作《東方神靈廟》，距離前作《星蓮船》發布時已相隔兩年的時間。2013年時發表新作《東方輝針城》。2015年，與前作相隔兩年推出了《東方紺珠傳》。2017年，發表《東方天空璋》。2019年，發表《東方鬼形獸》。2021年，發表《東方虹龍洞》。2023年，發表《东方兽王园》。
創作遊戲時，ZUN也有從身邊不同的事物或是民間習俗，包括其出身地長野縣的民間傳統來取材。《東方風神錄》之所以相隔其前一作《東方花映塚》2年才正式推出，就是因為ZUN為本作親自到各神社取景的緣故。
ZUN也是日本遊戲公司TAITO內所屬的遊戲開發者之一。TAITO出品的遊戲《塗鴉王國》當中的角色「博麗的巫女」（ハクレイノミコ）就是ZUN以在《東方Project》中登場的博麗靈夢為藍本，親自為此遊戲設計的。

## 个人生活
ZUN愛好飲酒，其網誌內有不少與酒相關的主題。另外，當ZUN被人提問他對人生的觀點時，會說：「不要悲觀地想會比較好吧…因為人生只有一次而已。無論發生甚麼事，只要做就行了。」（悲観的に考えない方がいいな…人生一回しかないですから。何でもやっちゃえばいい。）
ZUN於2012年5月27日結婚，當天正好是例大祭時。結婚對象是位幫忙他製作遊戲的電腦工程師，大約從2004年8月開始交往與同居。

## 外部連結
- （日語）上海アリス幻樂団 （页面存档备份，存于）
- （日語）ZUN官方網誌：博麗幻想書譜 （页面存档备份，存于）
- ZUN文字訪談中譯 （页面存档备份，存于）
- ZUN電視訪談中譯 （页面存档备份，存于）
- ZUN作品集
- ZUN的X（前Twitter） （页面存档备份，存于）
- ZUN的Bluesky账号 （页面存档备份，存于）